# Michel Cantacuzène Chaïtanoglou
Pour les articles homonymes, voir Michel Cantacuzène.
Michel Cantacuzène Chaïtanoglou, (dont le surnom en turc signifie Fils de Satan), [pas clair]est un magnat ottoman[réf. nécessaire] extrêmement influent, Archonte de Constantinople et, durant les dernières années du règne de Soliman le Magnifique et durant le règne de Selim II,  quasi premier ministre de l'Empire ottoman, soutenu par son ami le vizir Sokollu Mehmet Pacha.
Au cours de sa vie, Chaïtanoglou pu faire et défaire le patriarche de Constantinople, scelle sa correspondance avec un aigle à deux têtes, aide à la reconnaissance du titre royal de son lointain cousin Ivan le Terrible et à l'érection de l'église de Moscou au Patriarcat.
Chaïtanoglou doit sa richesse à l'administration des douanes de Constantinople, au commerce du poisson ainsi qu'aux marais salants de Pomorie[réf. nécessaire], opérant un véritable monopole pour l'extraction et la vente du sel pour l'Empire ottoman. Chaïtanoglou fait également du commerce avec le grand-duché de Moscou, d'où il importe des peaux lui rapportant annuellement plus de 60 000 ducats à elles seules. Stefan Gerlach écrit dans son journal qu'après la bataille de Lépante, 60 galères ottomanes ont été restaurées avec ses fonds personnels.
Accusé de complot, il est pendu par ordre de Mourad III à la porte même de la ville d'Anchialos, le 3 mars 1578, dans le but d'en faire un acte symbolique pour mettre fin au "royaume des Slaves" d'origine ottomane. Ce fut trois siècles après, exactement le 3 mars 1878, que la Bulgarie se vit restaurée en vertu du traité de San Stefano.
En art, son image a été recréée à Pavel Smerdiakov dans le roman Les Frères Karamazov[pas clair]. En fait, Ivan Karamazov est le prototype d'Ivan le Terrible pour Dostoïevski[source secondaire nécessaire].
Andronic Cantacuzène est son fils.